# 廷德尔陨击坑
廷德尔陨击坑（Tyndall）是火星刻布壬尼亚区的一座撞击坑，其中心坐标位于北纬40度、西经190.1度处，直径87公里（54英里）。该特征取名自爱尔兰物理学家约翰·廷德尔（1820年-1893年），1973年被国际天文联合会行星系统命名工作组批准接受。

## 另请查看
- 火星气候
- 火星地质
- 火星撞击坑